# دمیتری زینوویچ
دمیتری زینوویچ (روسی: Дмитрий Васильевич Зинович؛ زادهٔ ۱۹ مهٔ ۱۹۸۹) بازیکن فوتبال اهل روسیه است. 
از باشگاه‌هایی که در آن بازی کرده‌است می‌توان به باشگاه فوتبال اسپارتاک نالچیک، باشگاه فوتبال سوکول ساراتوف، باشگاه فوتبال ساترن-۲ رایون مسکو، باشگاه فوتبال بالتیکا کالینینگراد، باشگاه فوتبال شینیک یاروسلاول، باشگاه فوتبال کازانکا مسکو، و باشگاه فوتبال ساترن رامنسکویه اشاره کرد.